# Кайнес
Ка̀йнес (на италиански: Caines; на немски: Kuens, Куенс) е село и община в Северна Италия, автономна провинция Южен Тирол, автономен регион Трентино-Южен Тирол. Разположено е на 592 m надморска височина. Населението на общината е 400 души (към 2010 г.).

## Език
Официални общински езици са и италианският и немският. Най-голямата част от населението говори немски. В общината се говори и други романски език, ладинският.
| %     | Роден език      |
| 96,28 | Италиански език |
| 3,47  | Немски език     |
| 0,25  | Ладински език   |